# TSV Hannover-Burgdorf
Die TSV Hannover-Burgdorf ist als GmbH Träger der Handballbundesligamannschaft der TSV Burgdorf. Die TSV Burgdorf ist ein Mehrspartenverein. Besonders erfolgreich ist die Handballsparte. Sie ist Mitglied im Norddeutschen Handballverband. Bekannt ist sie nicht nur durch die Herrenhandballmannschaft, die seit der Saison 2009/10 in der 1. Handball-Bundesliga spielt, sondern auch durch die männlichen und weiblichen Jugendmannschaften. Heimat ist die niedersächsische Stadt Burgdorf in der Region Hannover.

## Geschichte
1922 wurde die Freie Turnerschaft Burgdorf mit einer ersten Handballabteilung gegründet. 1928 trennte sich diese im Streit von der Schwimmabteilung und trat in den Verein Viktoria von 1907 ein. Die 1. Herren-Handballmannschaft wurde mehrfach Gaumeister, zuletzt 1932. Ein Jahr später wurde die Freie Turnerschaft durch die Nationalsozialisten aufgelöst. Die Mitglieder verteilten sich auf die beiden Burgdorfer Vereine Viktoria von 1907 und MTV von 1849, welche 1938 zur Turn- und Sport-Gemeinschaft von 1849 Burgdorf fusionieren. Nach dem Zweiten Weltkrieg war das Handballteam eines der führenden in Norddeutschland.
Am 13. Januar 1946 wurde die heutige Turn- und Sportvereinigung Burgdorf gegründet. 1948 wurde Burgdorf Bezirksmeister, direkt nach dem Aufstieg in die Landesliga (Staffel Heide) wurde man 1949 Landesmeister. Auf den Aufstieg in die Niedersachsenliga musste man jedoch aus finanziellen Gründen verzichten. 1951 musste aufgrund mangelnder Mitgliedszahlen der Spielbetrieb stark eingeschränkt werden, die TSV Burgdorf spielte nur noch auf Kreisebene. Eine eigene Sporthalle wurde erst 1971 eingeweiht. Von 1978 bis 1981 bestand im Jugendbereich eine Spielgemeinschaft mit Empelde, um den A-Junioren Spiele in Bezirks- und Oberliga zu ermöglichen. 1986 gelang der Aufstieg in die Kreisliga, ein Jahr später in die Bezirksklasse; davor spielte man in der Stadtliga und darunter.
Danach ging es stetig bergauf. Es folgten weitere Aufstiege in die Bezirksoberliga 1990, in die Verbandsliga 1994 und 1997 in die Regionalliga Nord, in der man 2003 Vizemeister wurde. 2005 gelang mit Trainer Nei Cruz Portela der Aufstieg in die 2. Bundesliga Nord, welcher nur noch vom erneuten Aufstieg in die Bundesliga in der Saison 2008/09 übertroffen wurde. Seit der Saison 2009/10 spielt Burgdorf somit in der höchsten deutschen Spielklasse.
Am 19. Februar 2011 trennte sich der abstiegsbedrohte Verein mit sofortiger Wirkung von seinem isländischen Trainer Aron Kristjánsson, auch der Sportliche Leiter Stefan Wyss wurde entlassen.
Nachfolger von Kristjánsson wurde Christopher Nordmeyer, der bereits als Spieler 20 Jahre lang für die Burgdorfer im Einsatz war. Dieser beendete auf eigenen Wunsch seine Trainertätigkeit zum Saisonende 2014/15. Ihm folgte zu Saisonbeginn 2015/16 Jens Bürkle. Nach einer Serie von 16 Spielen ohne Sieg wurde Bürkle, der eigentlich einen Vertrag bis 2019 besaß, zum Ende der Saison 2016/17 beurlaubt. Seitdem trainierte Antonio Carlos Ortega die Mannschaft, mit der er unter anderen drei Pokal-Final4-Einzüge in Folge, zwei Qualifikationen für den EHF Cup und einen vierten Platz in der Bundesliga erreichte. Zum Ende der Saison 2020/21 wurde der Vertrag mit Ortega aufgelöst, da dieser zum FC Barcelona wechselte. Zur darauffolgenden Saison wurde der ehemalige Nationaltrainer Christian Prokop verpflichtet, der vorerst einen Vertrag bis 2023 erhielt.

Ehemaliges Logo

## Erfolge
- Aufstieg in die 1. Bundesliga 2009
- Vizemeister 2. Bundesliga Nord 2009
- Aufstieg in die 2. Bundesliga Nord 2005
- Meister Regionalliga Nord 2005
- Vizemeister Regionalliga Nord 2000, 2003
- Aufstieg in die Regionalliga Nord 1997
- DHB-Pokal: Finale Final Four 2017/18, 2018/19, Viertelfinale (2002/03, 2005/06, 2007/08, 2011/12, 2012/13, 2016/17)

## Spielstätten
Die Heimspiele der TSV Hannover-Burgdorf werden in der Swiss Life Hall (ehemals Stadionsporthalle) in Hannover mit einem Fassungsvermögen von 4.460 Zuschauern ausgetragen.
Seit 2011 wird in der Weihnachtszeit ein Heimspiel vor mehr als 9.000 Zuschauern in der TUI Arena (heute: ZAG-Arena) ausgetragen. Erstmals in der Saison 2016/17 wurden fünf Spiele in der TUI-Arena ausgetragen. Seit der Spielzeit 2017/18 tragen die Recken den Großteil ihrer Spiele in der Multifunktionshalle aus. Der Zuschauerdurchschnitt konnte in der Folge auf 5.339 Zuschauer gesteigert werden.

## Kooperation mit Hannover 96
Die TSV Hannover-Burgdorf ist Kooperationspartner des Fußball-Zweitligisten Hannover 96.

## Kader 2025/26

### Aktueller Kader
| Nr. | Nationalität | Name                | Position | Geburtstag | Größe  | seit | Voriger Verein                |
| --- | ------------ | ------------------- | -------- | ---------- | ------ | ---- | ----------------------------- |
| 16  | Danemark     | Simon Gade          | TW       | 03.01.1997 | 1,94 m | 2023 | Aalborg Håndbold              |
| 35  | Deutschland  | Joel Birlehm        | TW       | 25.04.1997 | 1,96 m | 2024 | Rhein-Neckar Löwen            |
| 7   | Deutschland  | Leif Tissier        | RM       | 17.12.1999 | 1,83 m | 2025 | Handball Sport Verein Hamburg |
| 9   | Faroer       | Vilhelm Poulsen     | RR       | 20.08.1999 | 1,90 m | 2024 | Lemvig-Thyborøn Håndbold      |
| 10  | Deutschland  | Renārs Uščins       | RR       | 29.04.2002 | 1,89 m | 2022 | SC Magdeburg                  |
| 11  | Deutschland  | Maxim Orlov         | RM       | 01.03.2002 | 1,93 m | 2025 | 1. VfL Potsdam                |
| 17  | Norwegen     | August Pedersen     | LA       | 24.06.1994 | 1,80 m | 2025 | SG Flensburg-Handewitt        |
| 19  | Deutschland  | Marius Steinhauser  | RA       | 06.02.1993 | 1,87 m | 2022 | SG Flensburg-Handewitt        |
| 22  | Deutschland  | Marian Michalczik   | RM       | 01.02.1997 | 1,98 m | 2022 | Füchse Berlin                 |
| 26  | Schweden     | Jonathan Edvardsson | RM       | 07.04.1997 | 1,90 m | 2021 | IK Sävehof                    |
| 27  | Norwegen     | Sindre Aho          | RM       | 20.07.1997 | 1,83 m | 2025 | Montpellier Handball          |
| 39  | Deutschland  | Lukas Stutzke       | RL       | 14.01.1998 | 1,95 m | 2024 | Bergischer HC                 |
| 44  | Norwegen     | Thomas Solstad      | KM       | 26.02.1997 | 1,94 m | 2024 | Bjerringbro-Silkeborg         |
| 54  | Deutschland  | Justus Fischer      | KM       | 06.02.2003 | 1,94 m | 2020 | TSV Anderten                  |
| 56  | Deutschland  | Hannes Feise        | LA       | 05.06.1996 | 2,00 m | 2017 | TSV Hannover-Anderten         |
| 58  | Deutschland  | Daniel Weber        | RA       | 04.01.2003 | 1,81 m | 2019 | VfL Horneburg                 |
| 80  | Deutschland  | Luis Rodriguez      | KM       | 22.11.2004 | 1,89 m |      |                               |

### Trainerstab
| Nationalität | Name             | Amt             |
| ------------ | ---------------- | --------------- |
| Deutscher    | Christian Prokop | Trainer         |
| Islaender    | Heiðmar Felixson | Co-Trainer      |
| Deutscher    | Daniel Radis     | Athletiktrainer |

### Transfers zur Saison 2025/26
| Zugänge              | Zugänge                | Zugänge                |
| Nation               | Name                   | abgebender Verein      |
| -------------------- | ---------------------- | ---------------------- |
| Deutschland          | Leif Tissier           | HSV Hamburg            |
| Norwegen             | August Baskar Pedersen | SG Flensburg-Handewitt |
| Deutschland          | Maxim Orlov            | 1. VfL Potsdam         |
| Norwegen             | Sindre Aho             | Montpellier Handball   |
| Deutschland          | Luis Rodriguez         | eigener Nachwuchs      |
| Stand: 16. Juli 2025 |                        |                        |

| Abgänge             | Abgänge            | Abgänge              |
| Nation              | Name               | aufnehmender Verein  |
| ------------------- | ------------------ | -------------------- |
| Deutschland         | Martin Hanne       | Frisch Auf Göppingen |
| Deutschland         | Vincent Büchner    | ThSV Eisenach        |
| Slowenien           | Tilen Strmljan     | GRK Ohrid            |
| Turkei              | Koray Ayar         | Beşiktaş Istanbul    |
| Belarus             | Uladsislau Kulesch | MT Melsungen         |
| Stand: 3. Juli 2025 |                    |                      |

### Transfers zur Saison 2026/27
| Zugänge               | Zugänge               | Zugänge               |
| Nation                | Name                  | abgebender Verein     |
| Stand: 4. August 2025 | Stand: 4. August 2025 | Stand: 4. August 2025 |
| --------------------- | --------------------- | --------------------- |

| Abgänge               | Abgänge            | Abgänge             |
| Nation                | Name               | aufnehmender Verein |
| --------------------- | ------------------ | ------------------- |
| Deutschland           | Marius Steinhauser | Rhein-Neckar Löwen  |
| Stand: 4. August 2025 |                    |                     |

## Saisonbilanzen seit 2000/01
| Saison  | Spielklasse        | Platz | Sp | S  | U | N  | Tore      | Diff. | Punkte |
| ------- | ------------------ | ----- | -- | -- | - | -- | --------- | ----- | ------ |
| 2000/01 | Regionalliga Nord  | 3     | 30 | 17 | 6 | 7  | 775:712   | 63    | 40:20  |
| 2001/02 | Regionalliga Nord  | 5     | 30 | 14 | 5 | 11 | 802:777   | 25    | 33:27  |
| 2002/03 | Regionalliga Nord  | 2     | 30 | 24 | 2 | 4  | 850:677   | 173   | 50:10  |
| 2003/04 | Regionalliga Nord  | 3     | 30 | 22 | 1 | 7  | 899:749   | 150   | 45:15  |
| 2004/05 | Regionalliga Nord  | 1     | 30 | 25 | 2 | 3  | 980:752   | 228   | 52:8   |
| 2005/06 | 2. Bundesliga Nord | 4     | 38 | 24 | 2 | 12 | 1160:1070 | 90    | 50:26  |
| 2006/07 | 2. Bundesliga Nord | 6     | 34 | 16 | 4 | 14 | 1007:1007 | 0     | 36:32  |
| 2007/08 | 2. Bundesliga Nord | 5     | 34 | 21 | 3 | 10 | 1022:943  | 79    | 45:23  |
| 2008/09 | 2. Bundesliga Nord | 2     | 34 | 27 | 1 | 6  | 1083: 891 | 192   | 55:13  |
| 2009/10 | Bundesliga         | 14    | 34 | 9  | 2 | 23 | 880:1011  | −131  | 20:48  |
| 2010/11 | Bundesliga         | 14    | 34 | 9  | 2 | 23 | 904:1010  | −106  | 20:48  |
| 2011/12 | Bundesliga         | 13    | 34 | 10 | 4 | 20 | 980:1050  | −70   | 24:44  |
| 2012/13 | Bundesliga         | 6     | 34 | 21 | 4 | 9  | 1021:1002 | +19   | 46:22  |
| 2013/14 | Bundesliga         | 8     | 34 | 14 | 4 | 16 | 918:986   | −68   | 32:36  |
| 2014/15 | Bundesliga         | 13    | 36 | 11 | 7 | 18 | 981:1019  | −38   | 29:43  |
| 2015/16 | Bundesliga         | 7     | 32 | 14 | 8 | 10 | 891:880   | +11   | 36:28  |
| 2016/17 | Bundesliga         | 11    | 34 | 11 | 2 | 21 | 935:954   | −19   | 24:44  |
| 2017/18 | Bundesliga         | 6     | 34 | 22 | 3 | 9  | 953:900   | +53   | 47:21  |
| 2018/19 | Bundesliga         | 13    | 34 | 12 | 2 | 20 | 935:960   | −25   | 26:38  |
| 2019/20 | Bundesliga         | 4     | 27 | 16 | 4 | 7  | 778:736   | +42   | 36:18  |
| 2020/21 | Bundesliga         | 11    | 38 | 15 | 6 | 17 | 1032:1034 | −2    | 36:40  |
| 2021/22 | Bundesliga         | 13    | 34 | 12 | 3 | 19 | 900:942   | −42   | 27:41  |
| 2022/23 | Bundesliga         | 6     | 34 | 18 | 2 | 14 | 994:978   | +16   | 38:30  |
| 2023/24 | Bundesliga         | 7     | 34 | 17 | 5 | 12 | 1000:994  | +6    | 39:29  |
| 2024/25 | Bundesliga         | 6     | 34 | 20 | 4 | 10 | 1036:994  | +42   | 44:24  |

|  | Aufstieg |
|  | Abstieg  |

## Entwicklung der Zuschauerzahlen
| Saison  | Zuschauerschnitt | Entwicklung |
| ------- | ---------------- | ----------- |
| 2013/14 | 3.582            | -           |
| 2014/15 | 3.543            | – 001,1 %   |
| 2015/16 | 4.155            | + 017,3 %   |
| 2016/17 | 5.116            | + 023,1 %   |
| 2017/18 | 5.339            | + 004,4 %   |
| 2018/19 | 5.226            | – 002,1 %   |
| 2019/20 | 6.401            | + 0022,5 %  |
| 2020/21 | 565              | – 0091,2 %  |
| 2021/22 | 2.775            | + 00391,2 % |
| 2022/23 | 5.845            | + 00110,7 % |
| 2023/24 | 6.768            | + 0015,8 %  |
| 2024/25 | 9.169            | + 0035,5 %  |

## Bekannte ehemalige Spieler
- Jacek Bedzikowski (2008–2011)
- Nejc Cehte (2018–2022)
- Sven-Sören Christophersen (2014–2018)
- Heiðmar Felixson (2004–2009 & 2012–2014)
- Kai Häfner (2014–2019)
- Ásgeir Örn Hallgrímsson (2010–2012)
- Timo Kastening (2008–2020)
- Lars Lehnhoff (2004–2019)
- Tamás Mocsai (2012–2013)
- Casper U. Mortensen (2016–2018)
- Morten Olsen (2010–2013 & 2015–2020)
- Mait Patrail (2012–2020)
- Piotr Przybecki (2009–2012)
- Nenad Puljezević (2009–2013)
- Tomasz Tłuczyński (2005–2009)
- Alexander Tutschkin (2004–2005)
- Cristian Ugalde (2018–2020)
- Adam Weiner (2011–2014)

## Bekannte ehemalige Trainer
- Frank Carstens (2007–2010)
- Aron Kristjánsson (2010–2011)
- Christopher Nordmeyer (2011–2015)
- Jens Bürkle (2015–2017)
- Antonio Carlos Ortega (2017–2021)